# سکسورسیسم
سکسورسیسم (به انگلیسی: Sexorcism) اولین آلبوم استودیویی توسط رپر آمریکایی بروک کندی است. این آلبوم در ۲۵ اکتبر ۲۰۱۹ توسط ان‌یواکس‌اکس‌ای منتشر شد.